# Episodi di Breadwinners - Anatre fuori di testa (seconda stagione)
La seconda stagione della serie televisiva Breadwinners - Anatre fuori di testa va in onda negli Stati Uniti d'America dal 5 aprile 2015.
In Italia la serie va in onda dal 31 agosto 2015 su Nickelodeon.
| nº | Titolo originale                   | Titolo italiano                       | Prima TV USA      | Prima TV Italia   |
| -- | ---------------------------------- | ------------------------------------- | ----------------- | ----------------- |
| 1  | Adventures in Big Baby Bun Sitting | Un adolescente difficile              | 5 aprile 2015     | 31 agosto 2015    |
| 1  | Crumbskull                         | Ketta, zucca vuota                    | 5 aprile 2015     | 31 agosto 2015    |
| 2  | Chest Hair Club                    | Il club dei peli sul petto            | 10 maggio 2015    | 6 novembre 2015   |
| 2  | Bros' Night Out                    | Serata fra maschi                     | 10 maggio 2015    | 6 novembre 2015   |
| 3  | Bad to the Duck Bone               | Cattivo fino al paper-midollo         | 17 maggio 2015    | 7 settembre 2015  |
| 3  | Rodeo Ducks                        | Anatre da rodeo                       | 17 maggio 2015    | 7 settembre 2015  |
| 4  | Viking Ducks                       | Anatre vichinghe                      | 24 maggio 2015    | 13 novembre 2015  |
| 4  | Birthday Bread                     | La pagnotta di compleanno             | 24 maggio 2015    | 13 novembre 2015  |
| 5  | Wolf Head Bread                    | Pane testa di lupo                    | 25 ottobre 2015   | 7 maggio 2016     |
| 5  | Rock N' Roar                       | Il ritorno della rock star            | 25 ottobre 2015   | 7 maggio 2016     |
| 6  | Movie Ducks                        | Le star del cinema                    | 1 novembre 2015   | 20 novembre 2015  |
| 6  | Don't Feed the Duckosaurs          | Non dare da mangiare agli anatrosauri | 1 novembre 2015   | 20 novembre 2015  |
| 7  | Wrath of the Pizza Lord            | Allarme pizza                         | 8 novembre 2015   | 14 settembre 2015 |
| 7  | Shrunken Ducks                     | Anatre rimpicciolite                  | 8 novembre 2015   | 14 settembre 2015 |
| 8  | Trash Bandit                       | Il ladro di spazzatura                | 15 novembre 2015  | 28 maggio 2016    |
| 8  | Eat at Pumpers                     | Fame mostruosa                        | 15 novembre 2015  | 28 maggio 2016    |
| 9  | A Crustmas Story                   | Una storia di Pan-Natale              | 11 dicembre 2015  | 27 novembre 2015  |
| 10 | Flock Collecting                   | I Sassoliani                          | 25 aprile 2016    | 29 settembre 2016 |
| 10 | Bye Bye Booty                      | Ciao Ciao Popò!                       | 18 aprile 2016    | 29 settembre 2016 |
| 11 | Bread Foot                         | Il Bread Foot                         | 2 maggio 2016     | 14 maggio 2016    |
| 11 | My Fair Frog                       | Una ranocchia di classe               | 1 agosto 2016     | 14 maggio 2016    |
| 12 | Roboloafie                         | Lil Loafie poliziotto                 | 9 maggio 2016     | 18 luglio 2016    |
| 12 | Bad Zituation                      | Una situazione orribile               | 1 agosto 2016     | 18 luglio 2016    |
| 13 | Sneeze The Day                     | Un brutto raffreddore                 | 23 maggio 2016    | 15 settembre 2016 |
| 13 | Tooth Fairy Ducks                  | Le fatine dei denti                   | 12 settembre 2016 | 15 settembre 2016 |
| 14 | Slumber Party of Horror            | Il pigiama party dell'orrore          | 16 maggio 2016    | 21 maggio 2016    |
| 14 | Quack to the Future                | Ritorno al pan-futuro                 | 8 agosto 2016     | 21 maggio 2016    |
| 15 | Graining Day                       | Il giorno del Pan-Allenamento         | 6 giugno 2016     | 25 luglio 2016    |
| 15 | Breadator                          | Il Breadator                          | 18 luglio 2016    | 25 luglio 2016    |
| 16 | Buhdouble Trouble                  | Troppi Buhdeuce                       | 13 giugno 2016    | 11 luglio 2016    |
| 16 | Unlucky Duckies                    | Anatre sfortunate                     | 15 agosto 2016    | 11 luglio 2016    |
| 17 | Substitute Breadwinner             | Il sostituto                          | 4 luglio 2016     | 4 luglio 2016     |
| 17 | Taloney Baloney                    | Il passato di T-Midi                  | 8 agosto 2016     | 4 luglio 2016     |
| 18 | Rambamwho?                         | Rambam-boh!                           | 20 giugno 2016    | 1 settembre 2016  |
| 18 | Nightmare on Swamp Pad Lane        | Incubo sulla palude                   | 15 agosto 2016    | 1 settembre 2016  |
| 19 | The Princess Frog Bride            | La principessa ranocchio              | 27 giugno 2016    | 22 settembre 2016 |
| 19 | Super Duck vs. Muscle Bread        | Super Anatra contro Pan-Muscolo       | 11 luglio 2016    | 22 settembre 2016 |
| 20 | Great White Shark Bread            | La grande pagnotta di squalo bianco   | 22 agosto 2016    | 8 settembre 2016  |
| 20 | Freaky Finger Bread                | La pagnotta dalle dita spaventose     | 22 agosto 2016    | 8 settembre 2016  |